# Ixalerpeton
Ixalerpeton é um gênero extinto de lagerpetídeos que viveu entre 237 e 228 milhões de anos durante o Triássico superior na formação Santa Maria. Seu nome significa "lagarto saltador de ossos brancos".  Era possivelmente um insetívoro.

Comparação de tamanho de um Ixalerpeton com uma mão humana.

Era um pequeno avemetatarsálio distantemente relacionado aos pterossauros. Sua única espécie, Ixalerpeton polesinensis, é estimada como tendo cerca de 15 centímetros de altura e 40 centímetros de comprimento.

## Descoberta e nomeação

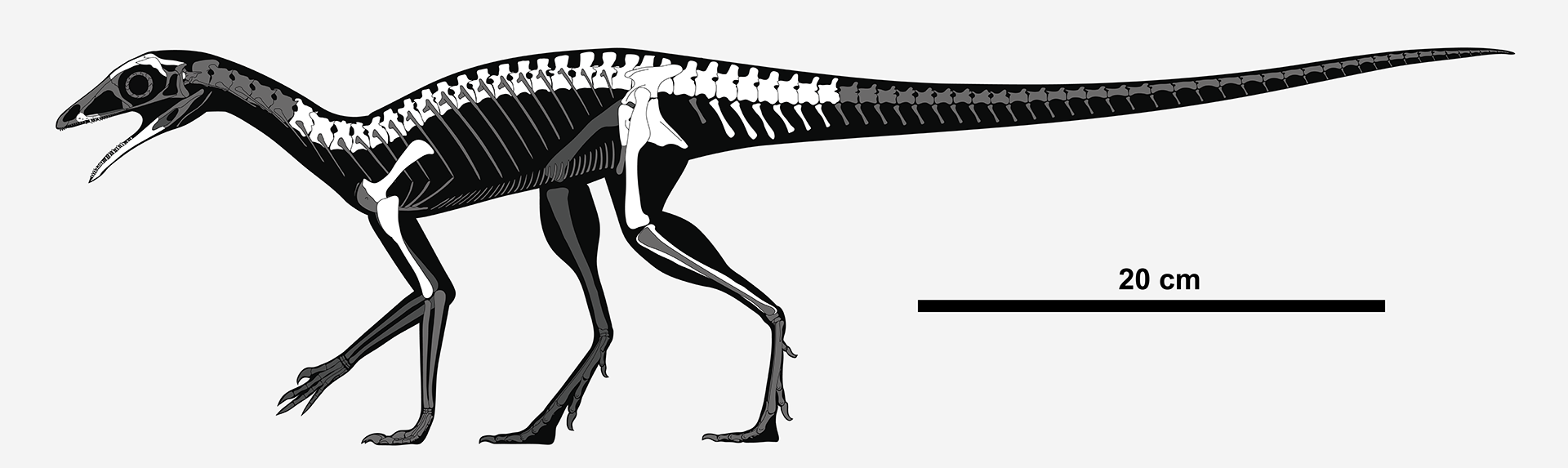
Esqueleto de Ixalerpeton polesinensis, elementos ósseos conhecidos em branco e cinza claro, e desconhecidos em cinza escuro.

O holótipo de Ixalerpeton (ULBRA-PVT059) consiste em partes do crânio, coluna vertebral e todos os quatro membros. O espécime é oriundo da Formação Santa Maria, Rio Grande do Sul, Brasil. O nome do gênero (Ixalerpeton) combina as palavras gregas ixalos ("salto") e erpeton ("réptil"), e o nome da espécie (polesinensis) faz referência à cidade de São João do Polêsine, onde está localizado o sítio de escavação.